# Ernst Cassirer

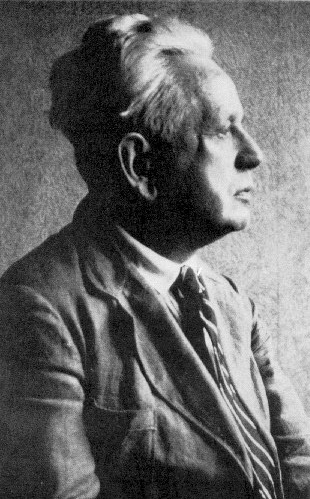
Ernst Cassirer

Ernst Cassirer (Breslau, 1874. július 28. – New York, 1945. április 13.) német filozófus, a marburgi neokantiánus iskola képviselője.

## Életpályája
Eleinte Berlinben élt és dolgozott, 1919-től a hamburgi egyetem filozófia professzora volt. 1933-ban zsidó származása miatt megszüntették a munkaviszonyát. Még ebben az évben elhagyta a nemzetiszocialista Németországot: először Angliába emigrált, röviddel azután Svédországba, ahol 1939-ben svéd állampolgárságot szerzett. Végül 1941-ben az Amerikai Egyesült Államokban telepedett le. Külföldön is tovább tanított, Oxfordban vendégprofesszorként, Göteborgban a filozófiai tanszék vezetőjeként, később a Yale Egyetem, majd a Columbia Egyetem professzoraként. Cassirert kultúrfilozófiai főműve, Die Philosophie der symbolischen Formen (A szimbolikus formák filozófiája) tette ismertté. Emellett megfogalmazott egy sor ismeret- és tudományelméleti írást is.

## Filozófiai munkássága
A marburgi neokantiánus iskola figyelmének központjában az ismeretelmélet állt; olyan módon igyekeztek megragadni, feltárni a tiszta gondolkodás logikai szerkezetét, hogy a végeredmény egyben tudományos módszertani alap is lehessen.  
Cassirer Georg Simmel hatására fordult Kant felé. 
Munkássága kétirányú: filozófiatörténész és önálló neokantiánus filozófus is volt egyben. Saját filozófiájában Kant transzcendentál filozófiai intuícióját terjeszti ki a kultúrfilozófia különféle területeire, a nyelvi, vallási és esztétikai valóságfelfogást is integrálja a transzcendentálfilozófia vizsgálódási körébe. Főművében, A szimbolikus formák filozófiájában a tapasztalatot lehetővé tevő formákat Kanttól eltérő módon elemzi: szerinte ezek nem időtlen és változatlan, általános érvényű formák, hanem a kulturális és történeti kontextus alakítja ki őket. Az újkori gondolkodásmód alapkategóriáinak válságát diagnosztizálja, s a dualista szubjektum-objektum elkülönítést és a reprezentációelméleteket tartja kiváltó oknak. Az említett kettősséget kiküszöbölő valami harmadik a szimbolikus forma Cassirer filozófiájában: szimbolikus formaként jelennek meg számunkra a dolgok, nem önmagukban, s megjelenésük ilyen módja a kulturális-történeti kontextus által jön létre. Filozófiájának központi belátása, hogy a tapasztalat minden formája egy előzetes értelmezési keretbe ágyazódik, amelyet a viszonyfogalmak képeznek. 
Tudományfilozófiája valójában egyben kultúrfilozófia is: a természettudományos valóság nem egyetlen, és kizárólagosan helyes leképezése a valóságnak, hanem egy a számtalan lehetséges szimbolikus forma közül, mint amilyenek nyelv, mítosz, művészet, vallás stb. A természettudomány konstruálja a természet objektív szféráját, hiszen nincsenek az értelmezéstől független, atomi tények. 
Kései művei közül a legfontosabb az 1944-es An Essay on Man, amely antropológiai alapot igyekszik teremteni korábbi vizsgálódásai számára és a történelemfilozófiával is behatóan foglalkozik.
Filozófiatörténeti érdeklődésének központja a Descartes-tól Kantig terjedő újkori filozófia. Legfontosabb filozófiatörténeti művei: Leibniz' System in seinen wissenschaftlichen Grundlagen (Leibniz rendszere tudományos alapjaira vonatkoztatva), Das Erkenntisproblem in der Philosophie und Wissenschaft der neueren Zeit (A megismerés problémája az újkori filozófiában és tudományban), valamint máig legismertebb műve a Kant élete és műve.

## Magyarul megjelent művei
- Politikai antropológia. Osiris: Láthatatlan Kollégium, Budapest, 1997. ISBN 963-379-318-1
- Kant élete és műve; ford. Mesterházi Miklós; Osiris–Gond-Cura Alapítvány, Bp., 2001 (Historia philosophiae) ISBN 963-389-116-7
- A felvilágosodás filozófiája (ford. Scheer Katalin), Atlantisz Könyvkiadó, Budapest, 2007 (Mesteriskola), ISBN 9789639165861
- Rousseau, Kant, Goethe (ford., jegyz. Horváth Károly, ford. Papp Zoltán), Atlantisz Könyvkiadó, Budapest, 2008 (Mesteriskola), ISBN 9789639165991